# Hu Qiheng
Hu Qiheng, född 1934 i Peking, är en kinesisk datavetare. Hon var en pionjär i att ta internet till Kina.
Hu utbildade sig till ingenjör i Moskva.
Som chef för den kinesiska akademin för naturvetenskap övertygade Hu övriga medlemmar av den kinesiska vetenskapsakademin att öppna upp landet för internet år 1994. Efter det arbetade hon vidare med att främja internetuppkopplingen av Kina genom andra initiativ. Hon grundade 1997 the China Internet Network Information Center och var ordförande i Internet Society of China (ISC). I den rollen initierade hon en rad välgörenhetsprojekt för att främja uppkopplingen för barn och studenter i Kinas mer avlägsna delar.
År 2013 valdes hon in i Internet Hall of Fame.